# Biały Dom (Moskwa)
Biały Dom (ros. Белый дом) – siedziba rządu Federacji Rosyjskiej położona w Moskwie, przy Wybrzeżu Krasnopriesnieńskim, między brzegiem rzeki Moskwy a placem Wolnej Rosji. Jest siedzibą rządu federalnego, znajdują się w nim także kancelaria premiera Rosji, gabinety wicepremierów i ich sekretariaty, biura rządowe, biura komisji rządowych i samorządowych.

## Historia
Budynek został zaprojektowany przez architektów Dmitrija Czeczulina i Pawła Sztellera na podstawie wcześniejszego projektu Czeczulina z 1934 roku „Centralny Dom Aerofłotu” (ros. Центральный дом Аэрофлота). Budowa rozpoczęła się w 1965 roku i zakończyła w 1981.
W latach 1981–1993 w budynku mieściła się Rada Najwyższa Rosji (Rosyjskiej Federacyjnej Socjalistycznej Republiki Radzieckiej) i Ludowa Komisja Kontroli, odbywał się w nim Zjazd Deputowanych Ludowych.
W 1993 roku w wyniku kryzysu konstytucyjnego, zakończonego zamachem stanu, budynek został poddany oblężeniu i ostrzałowi artyleryjskiemu, który spowodował pożar. W wyniku doznanych uszkodzeń został na pewien czas wyłączony z użycia. Po wydarzeniach z października 1993 Biały Dom został poddany rozległemu remontowi.
W odnowionym Białym Domu mieści się obecnie siedziba rosyjskiego rządu. Napis u podstawy wieży brzmi: „Budynek rządu Federacji Rosyjskiej”.

## Rozwiązania architektoniczne
Główna bryła budynku jest symetryczna, składa się z trzech wyraźnie oddzielonych części: potężnej, ciężkiej bazy z okładzin granitowych, zakrzywionej i monumentalnej głównej klatki schodowej prowadzącej spod wału rzeki Moskwy do głównego wejścia, siedmiopiętrowego stylobatu z bocznymi skrzydłami i 20-piętrowej wieży z zaokrąglonymi narożnikami, oraz piętra technicznego. Na szczycie znajduje się wieża zegarowa, na której widnieje wykonane z brązu, złocone godło Rosji. Całość wieńczy maszt z flagą Federacji Rosyjskiej. Zewnętrzna ściana jest wykonana z białego marmuru.
Do wystroju wnętrz budynku wykorzystano wielobarwne marmury i inne skały ozdobne. Centralną część – siedmiopiętrowy korpus – zajmują audytoria. Wszystkie sale ceremonialne budynku znajdują się od strony nabrzeża.
Łączna powierzchnia kompleksu wynosi 172,7 tys. m² zajmowana jest przez biura, gabinety i 27 sal.
Okolice Białego Domu (zajmujące park i parkingi dla deputowanych i pojazdów rządowych), otoczone są masywnym, kutym z żelaza ogrodzeniem. W pobliżu znajduje się historyczny i architektoniczny zabytek – Garbaty Most.

## Pozostałe informacje
- Po wydarzeniach w 1993 roku przyległy do budynku teren został ogrodzony wysokim parkanem, przez co praktycznie niemożliwie jest przeprowadzenie masowej demonstracji w bezpośrednim sąsiedztwie obiektu. Jednak protesty i pikiety kilkakrotnie przeprowadzano na Garbatym Moście.
- Pomiędzy zamachem stanu a zakończeniem remontu, osmolona po pożarze fasada budynku stała się tak sławna, że tradycją dla nowożeńców stała się fotografia na jej tle. Pokazano ją również w siódmej części Akademii Policyjnej.
- W nocy z 6 na 7 listopada 2008 (w rocznicę rewolucji październikowej) grupa anarchistów za pomocą laserowego projektora ustawionego na dachu pobliskiego hotelu Ukraina narysowała na fasadzie budynku trupią czaszkę[3].